# Ertränken

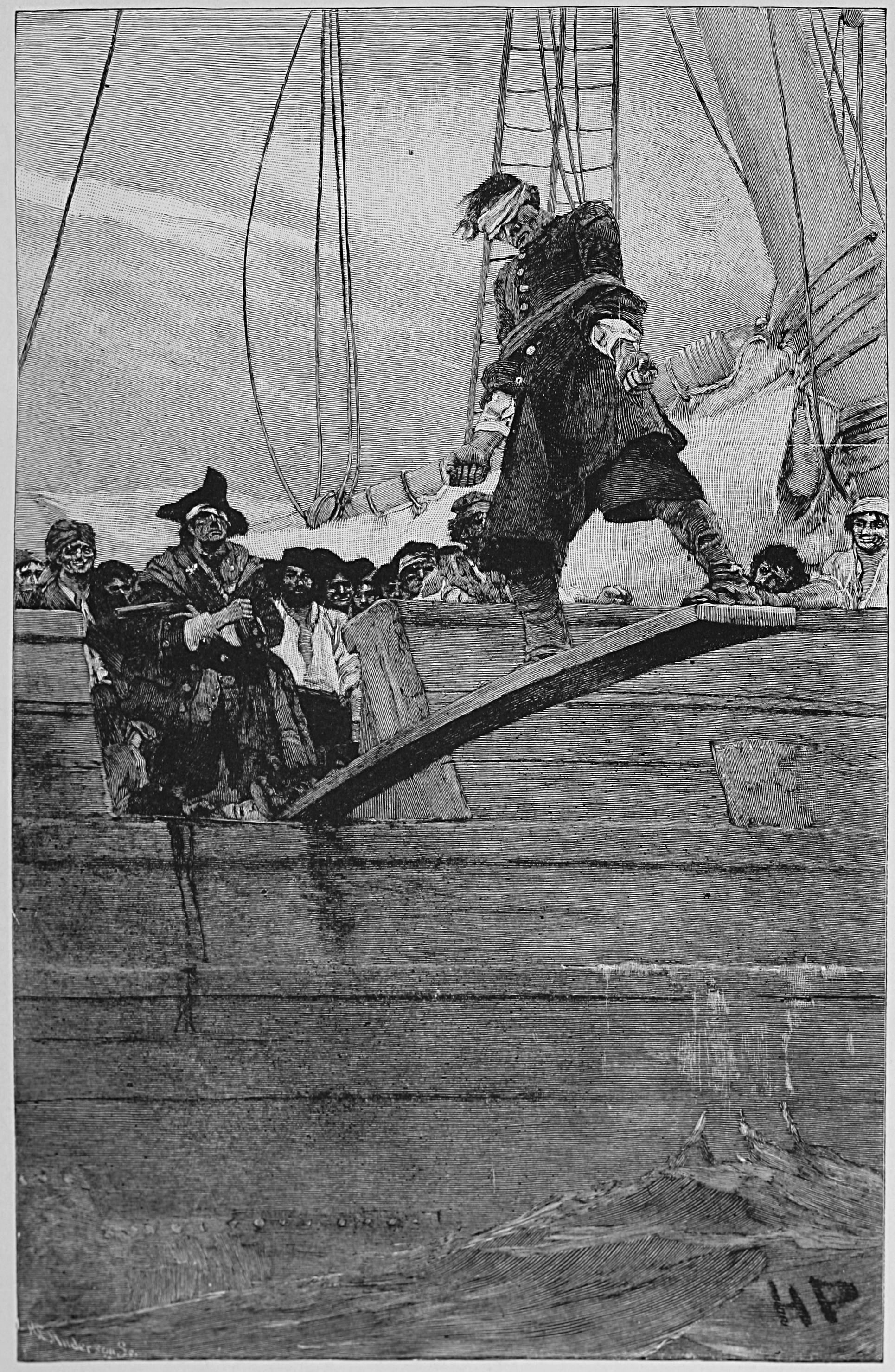
Seemann geht über die Planke (Howard Pyle, Anfang 20. Jh.)

Unter Ertränken versteht man das Töten durch Erstickung unter bzw. im Wasser. Speziell fasst man unter dem Begriff Ertränken alle Arten der Todesstrafe zusammen, bei denen die Verurteilten durch das Drücken ihres Körpers unter Wasser zum Erstickungstod gebracht werden.
Es gibt mehrere Varianten des Ertränkens, beispielsweise das Säcken, bei dem der Verurteilte in einen Sack eingenäht und ins Wasser geworfen wurde. Meist jedoch wurde der Verurteilte gefesselt, dann ins Wasser geworfen und anschließend mit Stangen unter die Wasseroberfläche gedrückt.
Vor allem auf hoher See wurden den Opfern Gewichte wie alte Anker oder Eisenstangen an die Beine gebunden und sie dann über Bord geworfen. Man nimmt an, dass Edward Thatch, besser bekannt als Blackbeard, diese Methode oft benutzt hat.
Bei der Todesstrafe des Ertränkens spielte der Symbolcharakter des Wassers eine wichtige Rolle: Dem Wasser wird reinigende Wirkung zugesprochen.

## Ertränkungen in der Geschichte

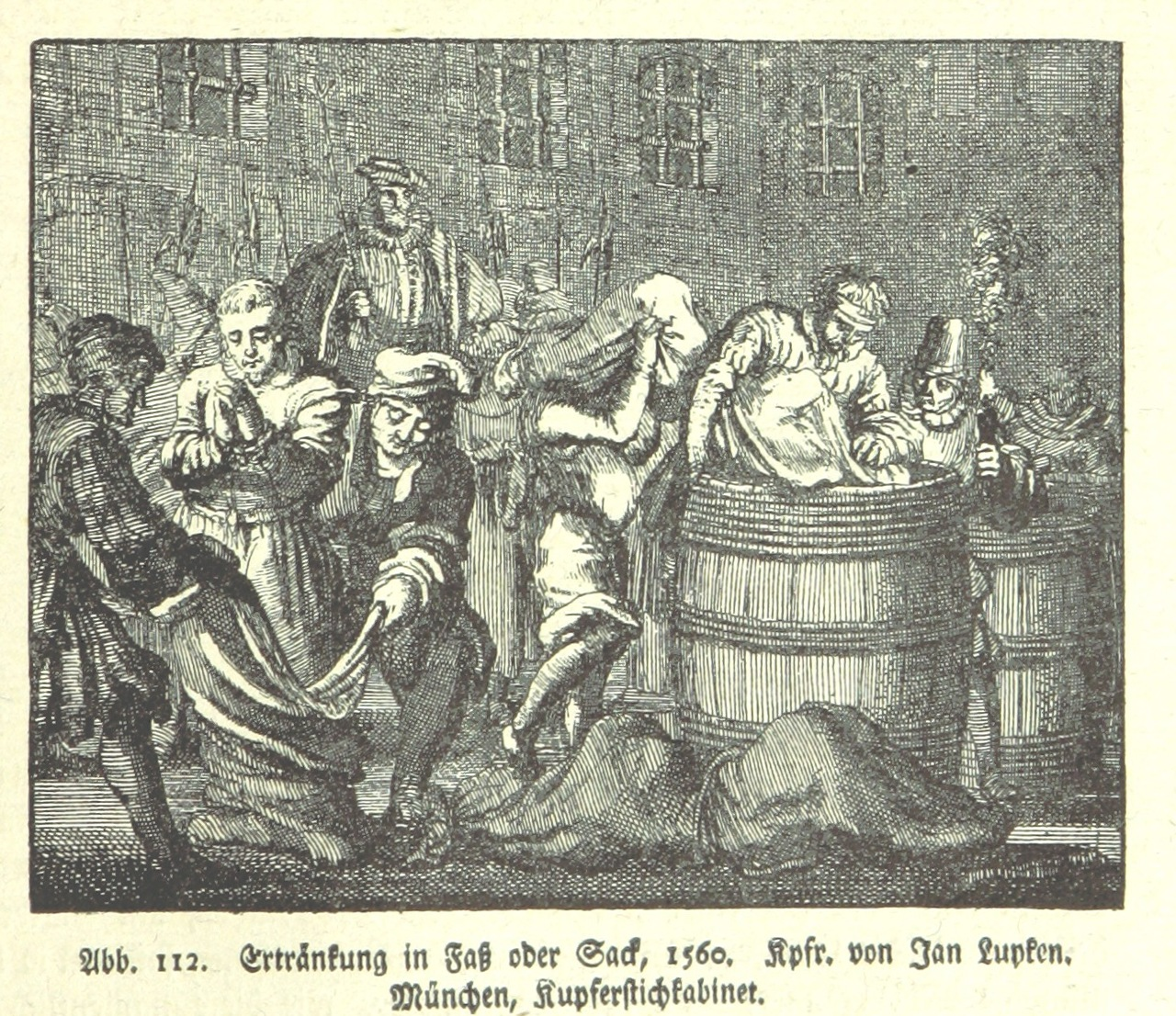
Ertränken im Fass oder Sack, 1560

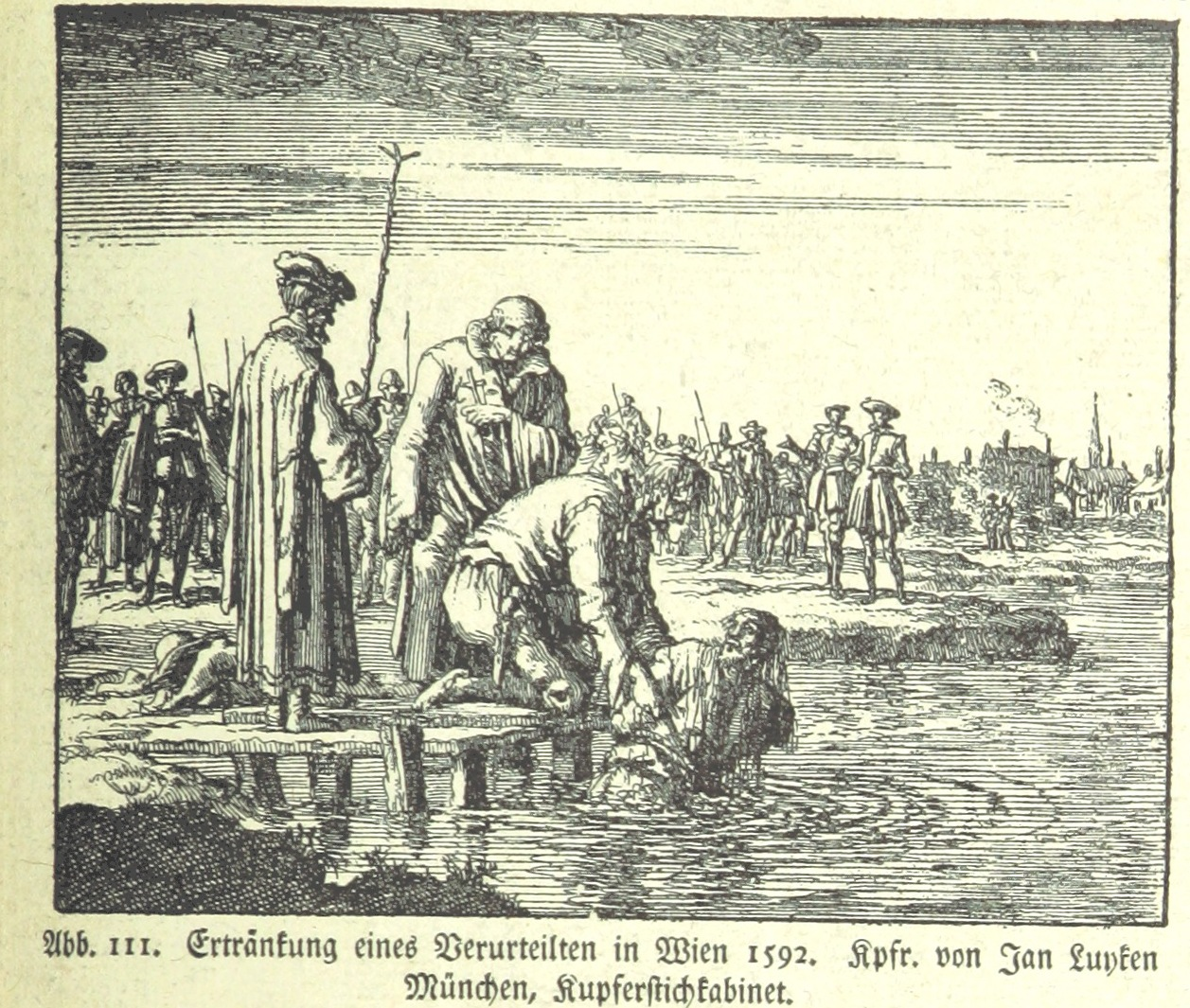
Ertränkung eines Verurteilten in Wien 1592

Ein Opfer dieser Bestrafungsmethode war angeblich Hippasos von Metapont, ein Pythagoreer des späten 6. und frühen 5. Jahrhunderts v. Chr. Einer antiken Legende zufolge veröffentlichte er einen Beweis für die Existenz irrationaler Zahlen, was die Pythagoreer als Geheimnisverrat betrachtet hätten. Später sei er im Meer ertrunken, was als göttliche Strafe für den Verrat gedeutet wurde. Einer späteren Variante der Legende zufolge wurde er ertränkt. Nach heutigem Forschungsstand ist die Legende völlig unglaubwürdig (siehe Hippasos von Metapont).
Bekannte Opfer dieser Bestrafungsmethode sind Agnes Bernauer und Anna Laminit. Als Märtyrer starben im Wasser die Heiligen Florian und Johannes Nepomuk, weshalb der eine als Schutzpatron der Feuerwehr, der zweite als Brückenheiliger gilt.
Im Mittelalter und in der Frühen Neuzeit wurde diese Todesstrafe vor allem an Frauen vollstreckt, die z. B. ihre Kinder ausgesetzt haben.
In der Republik Venedig war das Ertränken eine übliche Hinrichtungsmethode. Häufig wurde die Hinrichtung noch im Gericht dadurch vollzogen, dass der Kopf des Verurteilten in einen Eimer Wasser gedrückt wurde, bis er tot war.
In Nantes wurde während der Schreckensherrschaft der französischen Revolution das Ertränken für Massenhinrichtungen verwendet. 1793/1794 ließ Jean-Baptiste Carrier von mit Klappen ausgestatteten Booten jeweils zwei aneinander gefesselte Verurteilte (immer einen Mann und eine Frau) in die Loire werfen. Carrier bezeichnete diese Hinrichtungsmethode zynisch als „senkrechte Deportation“. Diese Massenhinrichtungen sind auch unter dem nicht weniger zynischen Begriff der „republikanischen Ehen“ bekannt.

## Ertränkungen von Tieren
Im ländlichen Milieu war das Ertränken von Katzen eine traditionelle Methode, den Bestand zu dezimieren.
Ein solches Vorgehen ist in Deutschland als Tierquälerei durch das Tierschutzgesetz verboten und strafbar.